# Nová Hradečná
Nová Hradečná – miejscowość i gmina (obec) w Czechach, w kraju ołomunieckim, w powiecie Ołomuniec. W 2022 roku liczyła 750 mieszkańców.